# Cryphia diachorisma
Cryphia diachorisma är en fjärilsart som beskrevs av Charles Boursin 1960. Cryphia diachorisma ingår i släktet Cryphia och familjen nattflyn. Inga underarter finns listade i Catalogue of Life.